# Ejerslev Sogn
Ejerslev Sogn er et sogn i Morsø Provsti (Aalborg Stift).
I 1800-tallet var Ejerslev Sogn og Jørsby Sogn annekser til Sejerslev Sogn. Alle 3 sogne hørte til Morsø Nørre Herred i Thisted Amt. Sejerslev-Ejerslev-Jørsby sognekommune blev ved kommunalreformen i 1970 indlemmet i Morsø Kommune.
I Ejerslev Sogn ligger Ejerslev Kirke.
I sognet findes følgende autoriserede stednavne:
- Ejerslev (bebyggelse, ejerlav)
- Ejerslev Lyng (bebyggelse)
- Ejerslev Røn (areal)
- Ejerslev Vang (bebyggelse)
- Hulhøj (areal)
- Hundsø (areal)
- Vester Hunderup (bebyggelse, ejerlav)